# Sayer Nunatak
Sayer Nunatak är en nunatak i Antarktis. Den ligger i Sydshetlandsöarna. Argentina, Chile och Storbritannien gör anspråk på området. Toppen på Sayer Nunatak är 210 meter över havet.
Terrängen runt Sayer Nunatak är platt åt nordost, men söderut är den kuperad. Havet är nära Sayer Nunatak norrut. Trakten är obefolkad. Det finns inga samhällen i närheten. 